# Marsupiales de Venezuela

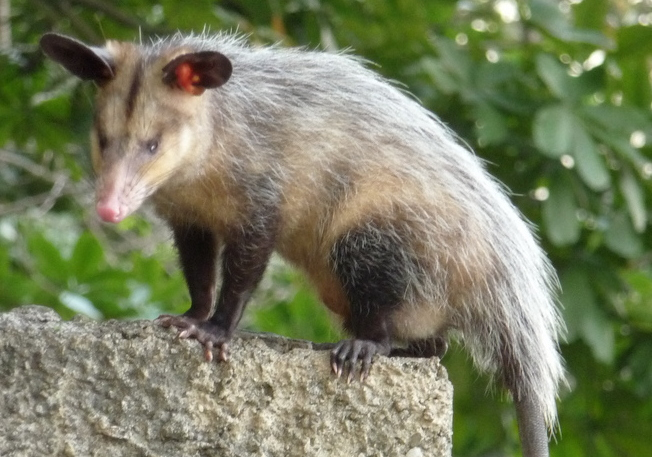
Didelphis marsupialis (Rabipelado).

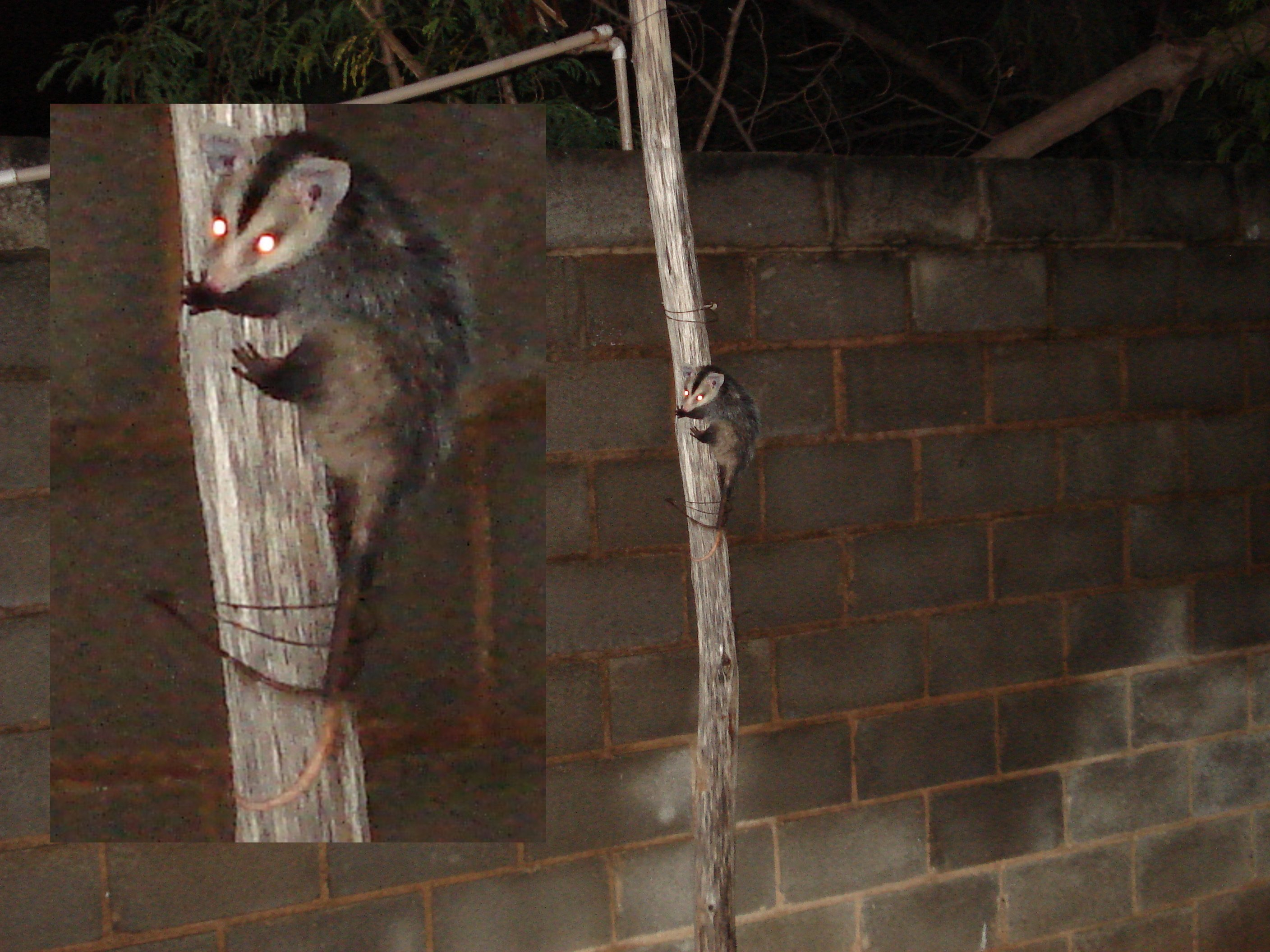
Didelphis albiventris (Faro).

Cuando se habla de marsupiales, la mayor parte de las personas lo asocian con mamíferos de la biorregión australiana como lo son canguros, cuscus, diablo de Tasmania, wombat, walabí y koalas, entre otros, de la diversa marsupiofauna australiana; sin embargo, otras especies de marsupiales existen en las biorregiones Neártica y la Neotropical.
En conjunto el continente americano exhibe una gran diversidad habiéndose señalado unas 70 especies, mientras que para el territorio de Venezuela, se han citado unas 24 especies.
Las 70 especies del continente americano están agrupadas en 15 géneros (Caluromys, Caluromysiops, Gliromia, Chironectes, Didelphis, Lestodelphis, Lutreolina, Marmosa, Metachirus, Monodelphis, Philander, Caenolestes, Lestoros, Rhyncholestes y Dromiciops) y 3 familias (Didelphidae, Caenolestidae y Microbiotheriidae). Su distribución abarca desde el sur de Canadá hasta el sur del Golfo San Jorge (Argentina), ocupando una gran variedad de hábitats, algunos tan extremos como zonas desérticas, grandes altitudes en la cordillera de Los Andes, e incluso en nuestras ciudades donde han logrado sobrevivir exitosamente, ejemplo común de este hecho son las especies del género Didelphis ( Didelphis marsupialis, Didelphis albiventris y Didelphis virginiana. Las 24 especies señaladas para Venezuela se agrupan en las familias Didelphidae y Caenolestidae.
Los marsupiales americanos han llamado la atención de los europeos desde su llegada al continente americano habiendo sido señalados y descritos por los primeros cronistas de Indias como animales monstruosos con cara de zorra, cola de mono, orejas de murciélago, manos de hombre, pies de mona y llevan a sus hijos en bolsa que poseen en el vientre.

## Características generales

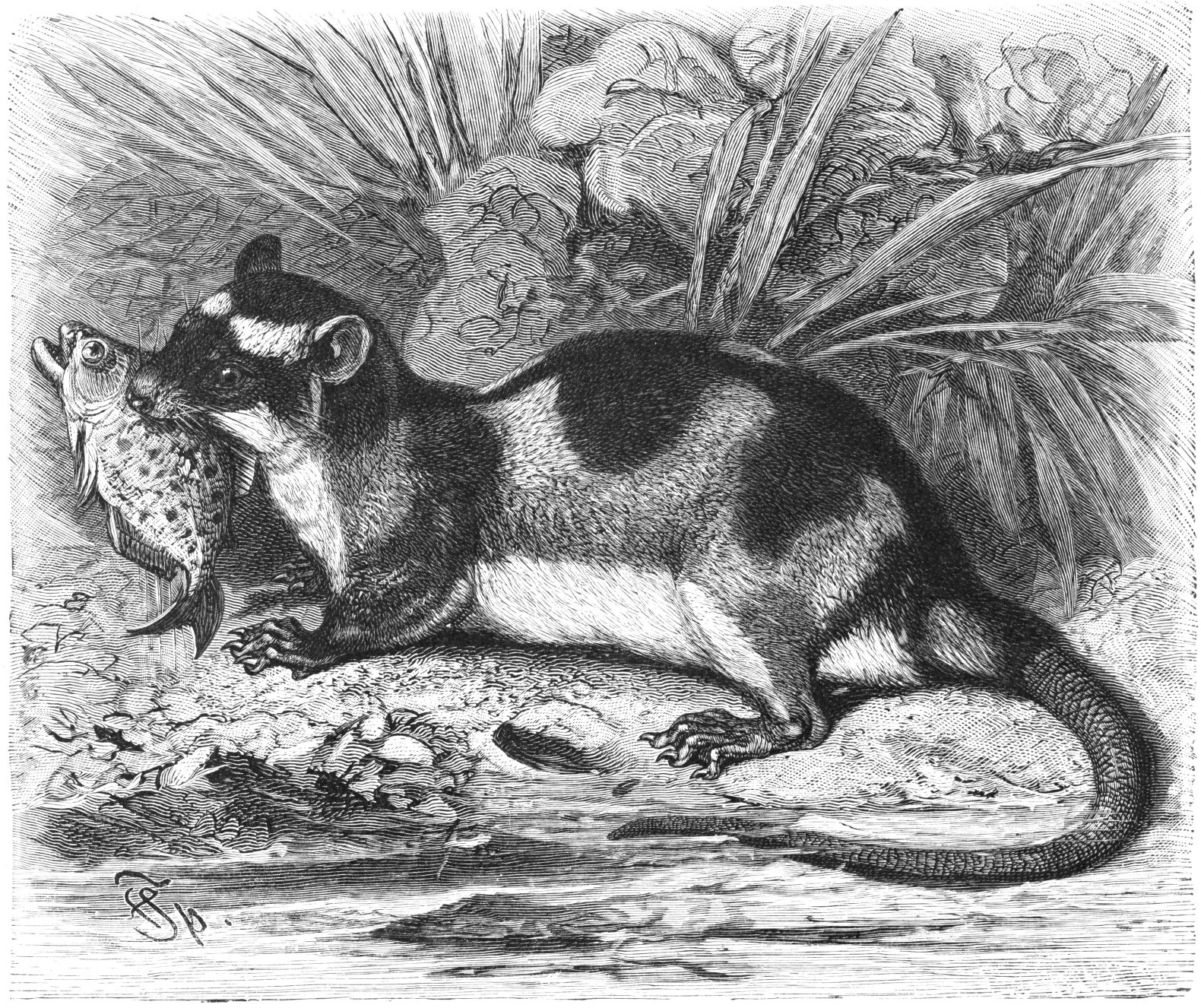
Chironectes minimus (Perrito de agua).

El superorden Marsupialia incluye a las formas más primitivas de mamíferos vivientes en Venezuela. Se caracterizan por nacer en un estado de desarrollo incompleto, por lo que son llevados por la madre dentro de un repliegue de piel llamado marsupio, donde se adhieren a las mamas hasta completar su desarrollo; sin embargo, este fenómeno no ocurre en todas las especies. Las crías nacen después de un período de gestación muy corto alrededor de 12 a 14 días. Al nacer los miembros posteriores, ojos y otros órganos están pobremente desarrolladas, pero los miembros anteriores están bien desarrollados y son capaces de trepar desde la vagina hasta las mamas. Poseen placenta del saco vitelino o coriovitelina para la alimentación del feto antes de nacer. 
Presentan una fórmula dentaria general de I 5/4 C 1/1 P 3/3 M 4/4 =50
En Venezuela los marsupiales están representados por 24 especies, 9 géneros y 2 familias. Se hallan ampliamente distribuidos por el territorio nacional siendo Didelphis marsupialis la especie de más amplia distribución.

## Listado de los marsupiales de Venezuela
| Listado taxonómico de los Marsupiales de Venezuela                                                                  |
| Superorden: MARSUPIALIA                                                                                             |
| Orden: DIDELPHIOMORPHA                                                                                              |
| Familia:DIDELPHIDAE                                                                                                 |
| Género: Caluromys Allen, 1900                                                                                       |
| Especie: Caluromys lanatus (Iliiger, 1815) (Comadreja lanuda)                                                       |
| Especie: Caluromys philander (Linnaeus, 1758) (Comadreja lanuda)                                                    |
| Género: Monodelphis Burnett, 1830                                                                                   |
| Especie: Monodelphis adusta (Thomas, 1897) (Comadreja cola corta andina)                                            |
| Especie: Monodelphis brevicaudata (Erxleben, 1777) (Comadreja cola corta común)                                     |
| Especie: Monodelphis orinoci (Thomas, 1899) (Comadreja cola corta del Orinoco)                                      |
| Género: Marmosa Gray, 1821                                                                                          |
| Especie: Marmosa (Micoureus) demerarae (Thomas, 1905) (Marmosa cenicienta)                                          |
| Especie: Marmosa (Marmosops) cracens Handley & Gordon, 1979 (Marmosa de cabeza estrecha)                            |
| Especie: Marmosa (Marmosops) fuscata Thomas, 1896 (Marmosa grisácea)                                                |
| Especie: Marmosa (Marmosops) impavida (Tschudi, 1844) (Marmosa ventriblanca)                                        |
| Especie: Marmosa (Marmosops) parvidens Tate, 1931 (Marmosa de colmillos cortos)                                     |
| Especie: Marmosa (Marmosops) murina (Linnaeus, 1758) (Marmosa ratón)                                                |
| Especie: Marmosa (Marmosops) robinsoni Bangs, 1898 (Marmosa común)                                                  |
| Especie: Marmosa (Marmosops) tyleriana Tate, 1931 (Marmosa de los tepuyes)                                          |
| Especie: Marmosa (Marmosops) xerophila Handley & Gordon, 1979 (Marmosa de los desiertos)                            |
| Especie: Marmosa (Gracilianus) dryas Thomas 1898 (Marmosa andina)                                                   |
| Especie: Marmosa (Gracilianus) marica Thomas 1898 (Marmosa delicada)                                                |
| Género: Philander Tiedermann, 1808                                                                                  |
| Especie: Philander andersoni (Osgood, 1913) (Comadreja negra de cuatro ojos)                                        |
| Especie: Philander opossum (Linnaeus, 1758) (Comadreja gris de cuatro ojos)                                         |
| Género: Metachirus Burmeister, 1854                                                                                 |
| Especie: Metachirus nudicaudatus (E. Geoffroy, 1803) (Comadreja parda de cuatro ojos, Rata-faro)                    |
| Género: Lutreolina Thomas, 1910                                                                                     |
| Especie: Lutreolina crassicaudata (Dermarest, 1804) (Comadreja coligruesa)                                          |
| Género: Didelphis Linnaeus, 1758                                                                                    |
| Especie: Didelphis albiventris Lund, 1840 (Faro, Rabipelado de los andes o de orejas blancas)                       |
| Especie: Didelphis marsupialis Linnaeus, 1758 (Rabipelado común o de orejas negras, Quengue, Churro, Faro, Yaguare) |
| Género: Chironectes Illiger, 1811                                                                                   |
| Especie: Chironectes minimus (Zimmermann, 1780) (Perrito de agua)                                                   |
| Orden: PAUCITUBERCULATA                                                                                             |
| Familia: CAENOLESTIDAE                                                                                              |
| Género: Caenolestes Thomas, 1895                                                                                    |
| Especie: Caenolestes fuliginosus Tomes, 1863 (Ratón Musaraña de los andes)                                          |

## Marsupiales señalados en el libro rojo de la fauna de Venezuela

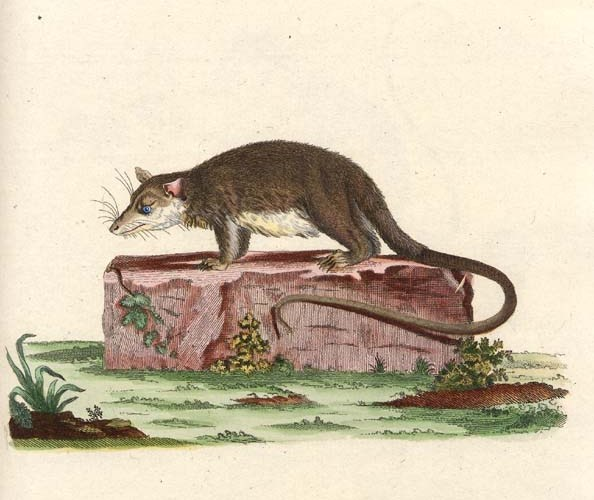
Caluromys philander (Comadreja lanuda).

Según el libro rojo de la fauna venezolana existe una especie en la categoría vulnerable, nueve especies en la categoría de menor riesgo y cuatro en la categoría de insuficientemente conocidos.
Señalados en la Categoría de Vulnerable
- Familia Didelphidae
  - Marmosa dryas

Señalados en la Categoría de Menor riesgo
- Familia Didelphidae
  - Caluromys lanatus” (Casi amenazado)
  - Caluromys philander” (Casi amenazado)
  - Chironectes minimus (Casi amenazado)
  - Lutreolina crassicaudata (Preocupación menor).
  - Marmosa fuscata (Casi amenazado)
  - Marmosa impavida (Casi amenazado)
  - Marmosa parvidens (Casi amenazado)
  - Monodelphis adusta (Preocupación menor).
- Familia Caenolestidae
  - Caenolestes fuliginosus (Casi amenazado)

Señalados en la Categoría de Insuficientemente conocido
- Familia Didelphidae
  - Marmosa (Marmosops) cracens
  - Marmosa marica
  - Marmosa (Marmosops) xerophila
  - Monodelphis orinoci

## Importancia de los marsupiales
Para la mayor parte de la población del país son animales de poca importancia o desconocidos, esto debido principalmente a su condición de ser animales de hábitos nocturnos, de pequeña talla y de poca importancia económica. No obstante, este grupo de mamíferos se ve involucrado en la vida cotidiana del hombre, tanto en el campo como en la ciudad. Posiblemente el marsupial más familiar para la mayoría de nosotros sea el rabipelado común (Didelphis marsupialis) por ser capaz de vivir tanto en zonas rurales como urbanas. En algunas zonas rurales este animal es utilizado como fuente alterna de proteínas, de suerte que se encuentra en la lista de los animales de caza. En las zonas rurales, los rabipelados tienen mala fama como «asaltantes de gallineros», depredando las aves de corral y sus huevos.

Diferentes estudios biomédicos han manifestado la importancia del rabipelado común (Didelphis marsupialis) como reservorio en los ciclos de diferentes enfermedades parasitarias tropicales como el mal de Chagas y la leishmaniasis. No obstante, pese a su aparente amenaza desde el punto de vista de la salud pública, son de invalorable utilidad en las investigaciones de estas enfermedades.